# Eustasius
Eustasius, französisch Eustache oder Eustace (* um 560; † 2. April 629 in Luxeuil-les-Bains, Frankreich) war ein heiliger Abt und Missionar der Baiern.

## Leben
Er war ein Schüler des heiligen Columban, den er auf einer Missionsreise nach Bregenz begleitete. Nach der Vertreibung Columbans aus dem Kloster Luxeuil wurde Eustasius 615 dort Abt. Er missionierte die Warasker am Doubs und unternahm gemeinsam mit Agilus Missionsreisen bis zu den Bajuwaren. Nach der Synode von Mâcon 627 gaben die Mönche von Luxeuil die iroschottischen Formen des Gottesdienstes auf und glichen sich an die gallikanische Liturgie an. Da Eustasius eine strenge Befolgung der Ordensregel verlangte, gab es wiederholt Konflikte mit den Mönchen seines Klosters. Nach seinem Tod wurde er in Luxeuil-les-Bains bestattet, später kamen seine Reliquien nach Vergaville (Lothringen) und Seitingen-Oberflacht (Eustasiuskapelle), wo er als „Anastasius“ oder „Anstett“ verehrt wird. Die Benediktinerinnenabtei Eyres-Moncube trägt den Namen Notre-Dame Saint-Eustase.

## Gedenktag
Sein Gedenktag ist der 2. April. Da er Blinde, Fieberkranke und Besessene geheilt haben soll, wird er als Patron der Irrsinnigen und Besessenen angerufen.
Er wird als Abt mit Stab und Buch dargestellt, der Götzenbilder umstürzt oder Besessene heilt.